# Liteira (artefato sanitário)

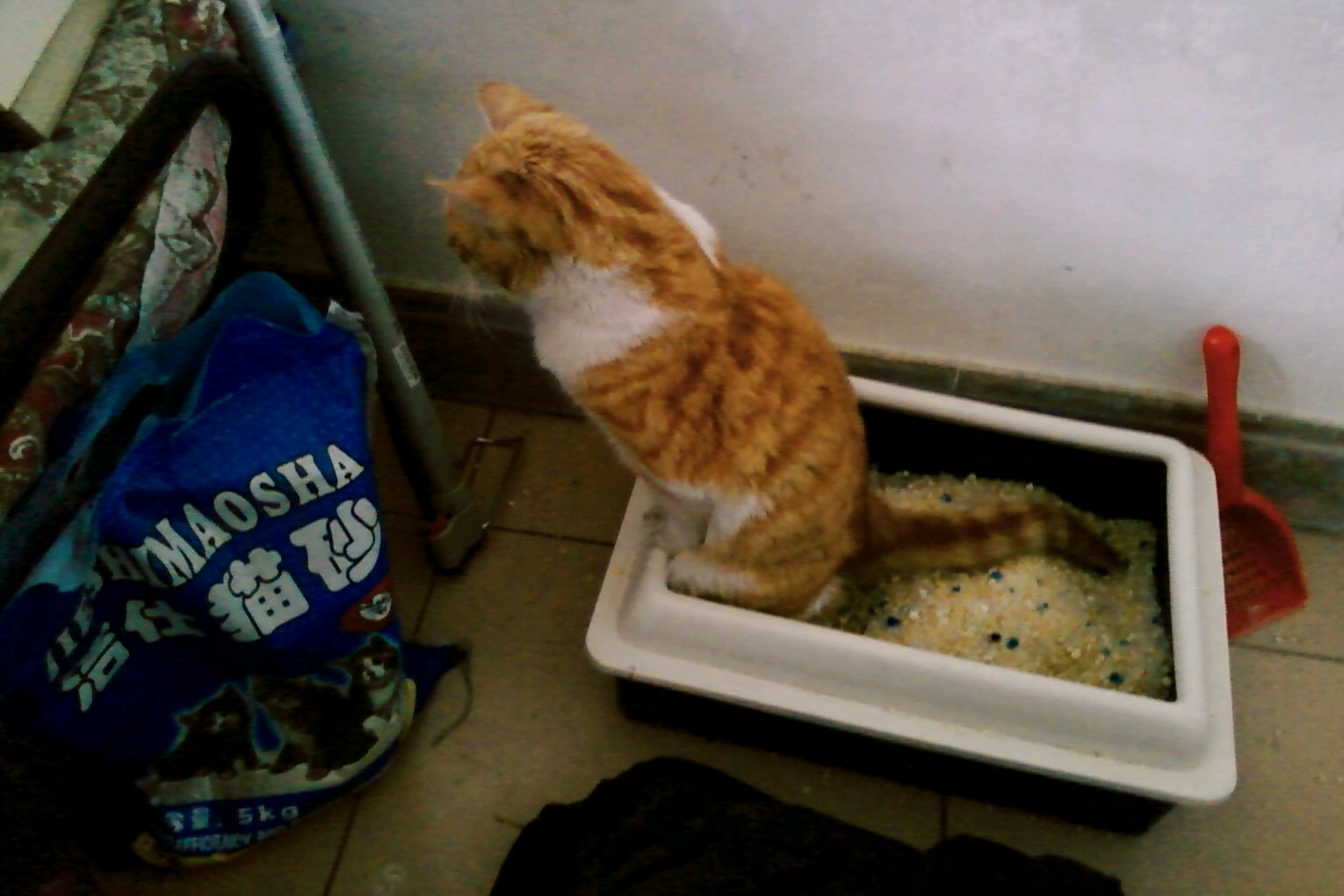
Gato usando uma liteira

A liteira ou caixa de areia é um artefato sanitário utilizado para que alguns animais como gatos, coelhos, furões, chinchilas, entre outros, façam suas necessidades.

## Gatos
Os gatos tem o hábito de cavar e esconder suas fezes, por isso a liteira para esses felinos deve possuir bordas altas e serem preenchidas com uma areia sanitária própria para gatos. Essa areia deve ser substituída em média três vezes por semana, mas isso vai variar, conforme a qualidade da areia. Existem várias marcas e preços disponíveis no mercado, que diferem em relação ao material e quanto à capacidade de absorção da urina. Para evitar contaminações, o ideal é que, se você tiver mais de um gato, cada animal possua sua própria liteira.
Para que o gato se mantenha satisfeito e utilize a caixa de areia, deverá ter em conta os seguintes pontos:
- Tipo de caixa: alguns gatos podem ter preferência por caixa aberta ou fechada;
- Número de caixas: deverá ter sempre uma caixa por gato e uma extra;
- Local: longe da água e comida, num local acessível e reservado;
- Tipo da areia: sem pó e sem cheiros;
- Higiene da caixa: remoção diária de fezes e urina, troca semanal.[3]